# Gardiner (Maine)
Gardiner és una ciutat del Comtat de Kennebec a l'estat de Maine (EUA).

## Demografia
Segons el Cens dels Estats Units del 2000 Gardiner tenia 6.198 habitants, 2.510 habitatges, i 1.603 famílies. La densitat de població era de 152,7 habitants/km².
Dels 2.510 habitatges en un 32,5% hi vivien nens de menys de 18 anys, en un 49,1% hi vivien parelles casades, en un 10,6% dones solteres, i en un 36,1% no eren unitats familiars. En el 29,4% dels habitatges hi vivien persones soles el 10,9% de les quals corresponia a persones de 65 anys o més que vivien soles. El nombre mitjà de persones vivint en cada habitatge era de 2,41 i el nombre mitjà de persones que vivien en cada família era de 2,97.
Per edats la població es repartia de la següent manera: un 24,8% tenia menys de 18 anys, un 7,7% entre 18 i 24, un 29,7% entre 25 i 44, un 24,2% de 45 a 60 i un 13,6% 65 anys o més.
L'edat mediana era de 38 anys. Per cada 100 dones de 18 o més anys hi havia 87,7 homes.
La renda mediana per habitatge era de 35.103 $ i la renda mediana per família de 42.750 $. Els homes tenien una renda mediana de 33.069 $ mentre que les dones 25.399 $. La renda per capita de la població era de 18.033 $. Entorn de l'11,4% de les famílies i el 13,5% de la població estaven per davall del llindar de pobresa.

## Poblacions properes
El següent diagrama mostra les poblacions més properes.